# Frédéric Taquin
Frédéric Taquin (2 juni 1975) is een Belgisch voetbalcoach en voormalig voetballer.

## Carrière
In het voorjaar van 2011 werd aangekondigd dat Taquin vanaf het seizoen 2011/12 de nieuwe hoofdtrainer zou worden van RC Sartois, de club waar hij op dat moment het beloftenelftal in Vierde provinciale. In zijn tweede seizoen als hoofdtrainer promoveerde hij met de club via de eindronde naar Tweede provinciale. Toen de club in 2015 opging in fusieclub RC Villers-la-Ville, werd voor Taquin als trainer gekozen.
Taquin stond twee seizoenen aan het hoofd van Villers-la-Ville. In maart 2017 raakte bekend dat Taquin vanaf het seizoen 2017/18 hoofdtrainer zou worden van RAAL La Louvière, dat dat jaar door Salvatore Curaba gelanceerd werd via het stamnummer 94 van Racing Charleroi-Couillet-Fleurus. In zijn eerste seizoen leidde hij La Louvière naar de titel in Derde klasse amateurs, later loodste hij de club ook naar Eerste nationale (2022), Eerste klasse B (2024) en Eerste klasse A (2025).
Caroline Taquin, één van zijn twee zussen, is een politica voor de liberale partij MR.
1 Valkenaers ·
3 Gilot ·
4 Faye  ·
5 Corneillie ·
7 Gobitaka ·
8 Gueulette ·
9 Guindo ·
10 Pau ·
11 Liongola ·
12 Loiseaux ·
13 Maisonneuve ·
14 Belkheir ·
15 Lahssaini ·
21 Peano ·
23 Ito ·
25 Lamego ·
26 Bongiovanni ·
27 Eyongo ·
28 Botella ·
31 Camara ·
38 Diallo ·
44 Klomp ·
49 Hoedaert ·
51 Sidibe ·
70 Nagera ·
71 Monteiro ·
98 Maës ·
Coach: Taquin